# Bukovka
Bukovka är en ort i Tjeckien.   Den ligger i regionen Pardubice, i den centrala delen av landet, 90 km öster om huvudstaden Prag. Bukovka ligger 237 meter över havet och antalet invånare är 400.
Terrängen runt Bukovka är platt.Runt Bukovka är det ganska tätbefolkat, med 111 invånare per kvadratkilometer. Närmaste större samhälle är Hradec Králové, 19,0 km nordost om Bukovka. Omgivningarna runt Bukovka är en mosaik av jordbruksmark och naturlig växtlighet.